# 長身大眼鯛
長身大眼鯛，為輻鰭魚綱鱸形目的其中一個種，分布於西印度洋的阿拉伯海及亞丁灣海域，棲息深度35-250公尺，體長可達25公分，棲息在中底層水域。